# David Fox (zwemmer)
	David Ashley Fox (25 februari 1971) is een Amerikaans zwemmer.

## Biografie
Tijdens het testevenement voor de spelen van 1996 de  Pan-Pacifische kampioenschappen zwemmen 1995 won Fox de zilveren medaille op de 50m vrije slag en de gouden medaille op de 4×100 meter vrije slag in een wereldrecord.
Fox won tijdens de Olympische Zomerspelen van 1996 in eigen land de gouden medaille op de 4×100 meter vrije slag, Fox kwam alleen in actie in de series. 

## Internationale toernooien
| Jaar | Olympische Spelen                                                | Pan-Pacifische                                          | WK Kortebaan                           |
| ---- | ---------------------------------------------------------------- | ------------------------------------------------------- | -------------------------------------- |
| 1993 |                                                                  |                                                         | 4e 100m vrije slag · 4x100m vrije slag |
| 1994 |                                                                  |                                                         |                                        |
| 1995 |                                                                  | 50m vrije slag · 5e 100m vrije slag · 4x100m vrije slag |                                        |
| 1996 | 6e 50m vrije slag · 4x100m vrije slag · Fox zwom enkel de series |                                                         |                                        |